# Copy Art
Copy Art, auch Xerox Art oder Faxkunst, ist eine Kunstrichtung, genauer eine Untergruppe der Druckgrafik.

## Geschichte
Copy Art entstand Ende der 1970er bis Anfang der 1980er Jahre mit der Einführung der Xerox Fotokopierer. Die Kunstwerke werden hergestellt durch wiederholtes Kopieren der Originalkopie, dies können Bilder oder Gegenstände sein. Durch Falten, Bezeichnen und Collagieren der Kopien entstehen eigene Werke. Die Copy Art hatte ihren Höhepunkt in den 1990er Jahren mit dem Aufkommen der Farbkopie. Copy Art wird häufig in Mail Art verwendet.
Am 12. Januar 1985 beteiligten sich Joseph Beuys, gemeinsam mit Andy Warhol und dem japanischen Künstler Kaii Higashiyama am Global-Art-Fusion Projekt. Dies war ein vom Konzeptkünstler Ueli Fuchser initiiertes, interkontinental ausgelegtes, FAX-ART Projekt, bei dem ein Fax mit Zeichnungen aller drei beteiligten Künstler innerhalb von 32 Minuten um die Welt gesandt wurde. Dieses Fax sollte ein Zeichen des Friedens während des Kalten Krieges darstellen und ist eines der ersten Arbeiten im globalen Kontext – vor dem Zeitalter des gängigen Internets.
Der Schweizer Künstler Bruno Heller entwickelte mit den Transparentmontagen eine eigene Technik der Copy Art, für die er auf Papier und auf durchsichtige Folien fotokopierte und diese übereinandermontierte.
Es gibt eigene Preise für diese Kunstgattung.

## Vertreter
- Albrecht/d.
- Guy Bleus
- Bruno Heller
- Roland Henß
- Jürgen O. Olbrich
- Stiletto
- Klaus Urbons